# الشهوبات (أولاد محارب)
الشهوبات هو دُوَّار يقع بجماعة نكا، إقليم آسفي، جهة مراكش آسفي في المملكة المغربية. ينتمي الدوّار لمشيخة أولاد محارب التي تضم 7 دواوير. يقدر عدد سكانه بـ 233 نسمة حسب الإحصاء الرسمي للسكان والسكنى لسنة 2004.

## روابط خارجية
- البوابة الوطنية للجماعات الترابية
- المندوبية السامية للتخطيط